# Registre littéraire
Pour les articles homonymes, voir Tonalité (homonymie).
Ne doit pas être confondu avec registre de langue.
 (octobre 2024).
Si vous disposez d'ouvrages ou d'articles de référence ou si vous connaissez des sites web de qualité traitant du thème abordé ici, merci de compléter l'article en donnant les références utiles à sa vérifiabilité et en les liant à la section « Notes et références ».
Le registre littéraire d'un texte (on parle aussi de tonalité) est défini par l'effet produit par ce texte sur le lecteur ; cet effet a le plus souvent été recherché par l'auteur. Le registre littéraire est lié à certains types de procédés stylistiques mais aussi à des thèmes privilégiés qui déterminent la réception du texte par le lecteur. Ses réactions, intellectuelles et émotionnelles, peuvent relever de la curiosité mêlée d'admiration artistique, de l'adhésion au propos du texte, de l'interrogation, mais aussi d'une association complexe d'attirance et de rejet.
Cependant la notion de registre littéraire est l'objet de discussions et leur détermination est encore plus débattue. La récapitulation synthétique de cette page renvoie pour chaque registre à des articles spécifiques où les problématiques particulières ont toute leur place.

## Registre réaliste
Présent à toutes les époques sous des aspects divers comme dans les fabliaux (ex. la vie quotidienne dans Le vilain mire), les comédies (ex. la scène d'ouverture du Malade Imaginaire sur les pratiques médicales du XVIIe siècle), en poésie (ex. Une charogne dans Les Fleurs du mal de Charles Baudelaire), le réalisme a pris une place croissante dans les textes narratifs du XVIIIe siècle et du XIXe siècle. Il a d'ailleurs été revendiqué par le mouvement réaliste au XIXe siècle, en art (Gustave Courbet) et en littérature, par exemple par Guy de Maupassant dans la Préface de Pierre et Jean, et accentué par le naturalisme que prône Émile Zola dans Le roman expérimental. Le registre réaliste s'est imposé dans les romans qui cherchent à produire un effet de réel (on parle aussi de vérisme ou vérisimiltude) plus qu'une transcription absolument fidèle de la réalité, d'ailleurs impossible. Ce souci de vérité s'applique aussi bien aux personnages (caractères, motivations, registre de langue, relations, mais également corps et fonctions intimes), qu'au cadre spatio-temporel (description des lieux, contexte historique et sociologique avec un vocabulaire technique) et aux péripéties individuelles et collectives. Un seul exemple emblématique : la description de la pension Vauquer au début du Père Goriot d'Honoré de Balzac. Évidemment, le registre réaliste peut s'associer à d'autres registres selon l'orientation complémentaire recherchée par l'auteur, par exemple la mort pathétique de Gervaise dans L'Assommoir de Zola ou le récit dramatique du naufrage du Saint-Géran dans Paul et Virginie de Bernardin de Saint-Pierre.

## Registre comique
Le registre comique a pour but de faire rire, de divertir en représentant les travers ou défauts des Hommes. Le lecteur ou spectateur comprendra que la séquence racontée ou jouée vise, au-delà du rire suscité, à corriger ces travers ou défauts. La tonalité comique consiste donc à provoquer cette double intention au moyen de procédés stylistiques spécifiquement : jeux de mots, quiproquos, répétitions, associations burlesques, etc., avec des tonalités particulières comme l’humour. La tonalité comique déforme la réalité à travers des situations qui provoquent le rire et l’ordre habituel des choses comme dans Les Fourberies De Scapin de Molière, la logique du langage, des gestes et des comportements sont mis en cause par une rupture inattendue.
La tonalité comique traverse tous les genres littéraires et pas seulement le genre théâtral de la comédie. Il existe plusieurs types de comique tels le comique de geste, de caractère, de situation et de parole, et des modes telles que le comique troupier au XIXe siècle.
Une autre caractéristique est une conclusion heureuse, avec des personnages typiques[réf. souhaitée].

### Sous-registres du comique

#### Registre burlesque
Il consiste à traiter un sujet noble et héroïque dans un style vulgaire utilisant un registre de langue familier, des caricatures et des comparaisons peu flatteuses.

#### Tonalité héroï-comique
Elle se fonde sur l’utilisation du style noble et de la tonalité épique rapportée à un sujet trivial ou familier afin d’aboutir à un effet comique. (ex. Incipit du Roman comique de Scarron, ou la Batrachomyomachie attribuée à Homère, Le Lutrin de Boileau).

## Registre satirique
Le registre satirique vise à critiquer un événement, un groupe social ou un caractère, par la moquerie, la raillerie. C'est un fait de dénonciation, souvent associée à l'humour qui est une prise de distance amusée ou à la parodie qui reprend les procédés d'écriture pour se moquer, ou encore à l’ironie, mais elle est parfois très sérieuse.

## Registre épique
Le registre épique (ou héroïque), également appelé "tonalité épique", repose sur la réaction d'admiration du lecteur devant les exploits de héros surhumains. Utilisant le sublime et les procédés d'amplification (accumulations, images, hyperboles, superlatifs…) les textes épiques exaltent des figures dépassant l'humanité et les réalités ordinaires comme dans une partie de la poésie hugolienne (La conscience dans La Légende des siècles) mais aussi dans des textes en prose comme certaines pages de Zola évoquant le peuple des mineurs révoltés parcourant la campagne dans Germinal.
Les procédés du registre épique sont :
- Lexique :
  - des termes empruntés à l'Antiquité ou aux grandes épopées,
  - des adverbes de temps qui soulignent et valorisent l'enchaînement des actions,
  - un effet d'emphase et d'amplification qui correspond à la solennité du chant épique ;

- Syntaxe :
  - des phrases longues et complexes qui amplifient l'action représentée,
  - la modalité exclamative qui souligne les sentiments du narrateur,
  - des effets symétriques et de parallélisme qui manifestent l'opposition et l'affrontement ;

- Figures de style :
  - des comparaisons et des métaphores, qui s'ajoutent à l'impression de puissance et de violence,
  - des hyperboles, ou des chiffres qui contribuent à l'amplification,
  - des accumulations et des énumérations, qui marquent la profusion,
  - des métaphores hyperboliques.

## Registre merveilleux
Le merveilleux séduit le lecteur en le faisant entrer dans le domaine de l'imaginaire et du rêve (registre onirique). Très repérable dans le conte traditionnel, le merveilleux met en scène des personnages aux grandes qualités (bravoure, ruse…) confrontés à des êtres maléfiques, imaginaires ou non (une sorcière, un dragon, un vilain comte…) et réussissant à écarter le danger après de multiples péripéties. La narration est marquée par des indices qui se dégagent de tout réel comme « Il était une fois… » ou encore « Ils se marièrent et vécurent heureux » en laissant libre cours à l'imagination. Le conte dépassant de très loin le lectorat enfantin, l'imaginaire est malgré tout souvent associé à une volonté de morale rejoignant le genre de la fable (ex. Le petit chaperon rouge de Charles Perrault) ; le genre du conte philosophique revendique d'ailleurs une réflexion éthique ou politique qu'illustre de manière exemplaire Candide de Voltaire. Il en va de même dans beaucoup d'œuvres de science-fiction qui inventent des mondes et des êtres en conduisant à la réflexion sur l'humanité par des transpositions dans l'utopie ou l'uchronie, comme dans L'Homme invisible de H. G. Wells (réflexion sur l'identité et le regard des autres) ou dans Dune de Frank Herbert (réflexion sur le pouvoir et la violence).

## Registre lyrique
L'adhésion du lecteur fonctionne aussi par l'identification avec le narrateur à travers les confidences de celui-ci qui définissent en partie le registre lyrique ; ce registre, parfois désigné comme poétique, est ainsi associé à la musique (la lyre est un instrument de musique), car les sentiments qui y sont évoqués le sont de manière musicale : l'individu lyrique chante son bonheur ou ses peines. Les grands thèmes lyriques sont l'amour, la nostalgie, la solitude, la fuite du temps, le rapport à la nature ou la mort. Tirant son nom de la lyre d’Orphée, héros et poète de la mythologie grecque, le registre lyrique correspond à l'expression des sentiments qu'ils soient heureux (joie, bonheur d'aimer, enthousiasme, exaltation de la beauté…) ou élégiaques, exprimant la plainte et la mélancolie. Ce «Chant de l'âme» est particulièrement associé à un aspect de la poésie avec des procédés comme l'emploi de la première personne du singulier, un lexique du sentiment et des mises en relief que représentent l'utilisation des apostrophes et des invocations (Ô saisons ! Ô châteaux ! - Rimbaud), une ponctuation expressive, l'emploi de nombreuses figures de rhétorique (images, accumulations…) ou la recherche d'effets musicaux jouant sur les rythmes et les sonorités (allitérations, anaphores…). Deux exemples emblématiques : « Demain, dès l'aube… » de Victor Hugo (Les contemplations) et Ne me quitte pas de Jacques Brel.

## Registre laudatif
Le registre laudatif va mettre en valeur l'objet du texte, en faire l'éloge, de façon à susciter chez le lecteur l'admiration. Il est souvent utilisé dans des descriptions ou des portraits.

## Registre fantastique
L'interrogation est de mise aussi dans le cas du registre fantastique qui introduit une faille dans le réel, jouant sur le doute d'une réalité possible (ex. Le Horla de Maupassant). Il maintient un climat de suspense pour que le lecteur doute et ne sache pas quelle solution choisir à la fin de l'œuvre, selon la définition qu'en a donnée Tzvetan Todorov. Il débouche souvent sur le registre dramatique quand l'interrogation se transforme en inquiétude.
Le registre fantastique est souvent confondu avec la fantasy, ("fantasy" est souvent traduit en français par "fantastique") qui elle n'émet aucune ambiguïté quant au caractère imaginaire de ce qu'elle décrit. La fantasy se rapproche plutôt du registre merveilleux.

## Registre dramatique
Le registre dramatique joue sur l'identification du lecteur avec les personnages mais crée la peur et l'inquiétude en mettant en scène la menace et la destruction dans des péripéties renouvelées où intervient le suspense. Le terme "dramatique" renvoie au théâtre, et on emploie généralement ce registre dans des textes qui ne sont pas des pièces de théâtre, mais qui en empruntent les caractéristiques : le suspense, les rebondissements, l'enchaînement rapide d'actions saisissantes… C'est notamment le registre des romans d'aventures (ex. Michel Strogoff de Jules Verne) et particulièrement des « thrillers » (ex. Le Silence des agneaux de Thomas Harris). Le saisissement et l'effroi procurent au lecteur des stimulations d'adrénaline et jouent de manière ambiguë sur la fascination et la répulsion auxquelles peuvent se mêler la compassion et la pitié. Ce registre permet au récit de se développer sur un rythme accéléré.

## Registre pathétique
Quand les procédés visent à créer des effets particulièrement forts, déclenchant la compassion, on parle de registre pathétique, l’adjectif pathétique venant du grec pathos, signifiant « passion, souffrance ». Le registre pathétique concerne tous les énoncés qui suscitent chez le lecteur une émotion violente, douloureuse, voire des larmes. Cette émotion peut être une fin en soi mais aussi avoir une fonction argumentative et amener le lecteur à réagir, face à une injustice par exemple. Il se caractérise par une syntaxe de l’émotion (musicalité, phrases exclamatives ou interrogatives), des termes appartenant au réseau lexical de la souffrance et des sentiments violents, des hyperboles, des images fortes. L’émotion que ressent le lecteur est d’abord due au récit d’événements malheureux (séparation, misère, mort) et au fait que le lecteur s’identifie au personnage qui les subit. La situation pathétique est en revanche potentiellement passagère, car elle n'est pas imposée d'emblée par le destin, ce qui constitue la différence majeure entre le pathétique et le tragique. Dans la tragédie classique le pathétique est exprimé surtout à travers la lamentation comme forme d'expression théâtrale (par exemple Phèdre de Racine).

## Registre tragique
Le registre tragique présente des personnages hors du commun aux destins marqués par la fatalité. Il dépasse ainsi le registre dramatique en montrant une situation sans issue qui repose sur l’intervention d’une force supérieure ou d’une divinité, sur une obligation morale ou sur l’emprise d’une passion. Le héros tragique se caractérise en général par sa grandeur : noble, hors du commun, il possède grandeur d'âme, courage et lucidité qui lui permettent d’affronter le destin tout en prenant conscience de son impuissance. Il exprime sa douleur devant l’étendue du malheur qui le frappe en particulier à travers l'imprécation qui souhaite la ruine, le malheur ou la malédiction (ex. Camille dans Horace de Pierre Corneille vers 1301-1318 ) mais qui peut aussi exprimer une révolte contre la cruauté des dieux, le destin cruel ou une situation injuste (ex. Phèdre dans la pièce de Racine), à travers la supplication, sous forme d’une prière (ex. Andromaque de Racine acte III, sc 4) ou à travers la lamentation qui exprime une tristesse intense, des regrets très vifs (ex. dans Electre d'Euripide, le thrène de l’héroïne éponyme pour son père). Le registre tragique introduit ainsi la terreur et la pitié devant la force du destin qui frappe les protagonistes et le caractère inéluctable de l'échec, ayant ainsi une fonction de catharsis. Il convient d'utiliser le vocable "univers tragique" afin de mieux évoquer la présence de la fatalité et non "situation tragique", une situation étant par définition exposée à l'évolution, alors que le tragique se caractérise par le manque d'issue. Le mot "situation" convient ainsi davantage à "situation pathétique" en parlant du registre pathétique. On peut parler ainsi de l'univers tragique dans lequel évolue un personnage, univers sans issue, et de sa situation pathétique. De ce fait le tragique est associé à la pitié et le pathétique à la compassion. On ressent de la pitié quant au sort réservé à Iphigénie, mais on compatit avec ce personnage quand elle laisse entendre avoir compris qu'elle sera sacrifiée.

## Registre ironique
Le registre ironique s'établit sur une connivence des interlocuteurs ; le locuteur use de l'implicite pour interroger l'intelligence du destinataire (le terme grec dont est issu « ironie » signifie « interroger ») ; les procédés ironiques les plus fréquents sont l'antiphrase (qui consiste à dire le contraire de ce qu'on veut exprimer), l'hyperbole, la répétition, etc.

## Registre didactique
Le registre didactique vise à transmettre un enseignement, un savoir ou une morale. Il est présent dans les fables et les essais.

## Problématique
- Les approches de la notion de registre littéraire sont assez flottantes et parfois discordantes, avec des listes de taille variable, souvent sans organisation synthétique. On trouve cependant des classements intéressants mais aux frontières psychologiquement artificielles comme celui qui sépare les réactions touchant l'esprit (renseigner/convaincre), le cœur (sympathie/inquiétude/rejet) et enfin le divertissement (rêve/comique).
- Les textes ne sont pas toujours homogènes, on peut déterminer plusieurs registres dominants pour une même page : le monologue de Figaro dans la pièce de Beaumarchais sera à la fois comique et argumentatif. C'est encore plus vrai quand on traite d'une œuvre entière.
- Les registres littéraires sont indépendants des genres, même si on trouve des corrélations entre les deux : telle page du roman Germinal de Zola décrivant le cortège des grévistes aura une tonalité épique, tel passage de la pièce de Musset On ne badine pas avec l'amour (tirade de Perdican, acte II, scène 5) aura une tonalité lyrique, le poème Le Mal de Rimbaud aura un registre polémique…

- Le registre littéraire ne doit pas être confondu avec le registre de langue (soutenu, familier…) qui définit un choix esthétique sans préjuger l'effet obtenu (comique, réaliste…).

Ainsi la notion de registre littéraire est clairement fondée et peut aider à l'analyse littéraire. Elle ne doit cependant pas être trop normative ni dispenser d'une justification.